# Березовский, Валерий Юрьевич
Валерий Юрьевич Березовский (23 июля 1975, Фрунзе) — киргизский футболист, выступавший на позиции полузащитника. После окончания карьеры игрока — футбольный тренер. Выступал за национальную сборную Кыргызстана. Действующий главный тренер клуба «Нефтчи» (Кочкор-Ата).

## Биография
Игровая карьера: «Алга» (Бишкек: 1992-95, 1997 — 98/19), «Астратекс» (Астрахань, Россия, третья лига: 1996 — 31/1), «КВТ-Динамо» (Кара-Балта: 1998), «СКА-ПВО» (Бишкек: 1999), «Жетысу» (Талды-Курган) (Казахстан, первая и высшая лига: 2001-03 — 63/10), «Есиль-Богатырь» (Петропавловск, Казахстан, высшая лига: 2003 — 11/0), «Дордой-Динамо» (Нарын: 2004-05 — 18 мячей).
Трофеи: чемпион Кыргызстана (1992, 2000, 2004-06), обладатель Кубка Кыргызстана (1999, 2000, 2004-06), серебряный призёр чемпионата Кыргызстана (1995, 1997, 1999).
Личные достижения: Лучший футболист Кыргызстана 2000 года, Лучший бомбардир чемпионата Кыргызстана 2000 года (32 гола), 11-й по результативности игрок Кыргызстана 1992—2005.
В сборной Кыргызстана: 26 матчей, 1 гол
Работал главным тренером в ФК «Абдыш-Ата». Ранее являлся главным тренеров команды «Наше». Впервые в истории киргизского футбола вывел команду первой лиги в финал Кубка Кыргызстана. Это случилось в 2015 году. Предпоследним местом работы была молодёжная сборная Кыргызстана.
С 2020 по 2022 год работал в клубе «Алга» (Бишкек), становился серебряным призёром и дважды бронзовым призёром чемпионата Кыргызстана. С 2023 года — главный тренер клуба «Мурас Юнайтед». Привел дебютанта турнира «Мурас Юнайтед» к победе Кубка Кыргызстана 2023.Лучший тренер 2023 года Кыргызской Премьер Лиги.